# Zakhring jezik
Zakhring jezik (ISO 639-3: zkr; istočni mishmi, meyor, zaiwa), neklasificirani tibetsko-burmanski jezik, kojim govori oko 300 ljudi (2002) u indijskoj državi Arunachal Pradesh.
Naziva se i zaiwa, ali nije isto i nije je srodan jeziku zaiwa [atb] iz Yunnana. Pleme Zakhring slabo je poznato a naseljavaju obale rijeke Lohit u sjeveroistočnoj Indiji. Dio plemena izjašnjava se pod drugim imenom, Meyor, a kao njihov naziv za same sebe navodi se i naziv Charumba.

## Vanjske poveznice
- Ethnologue (14th)
- Ethnologue (15th)
- The Zakhring Language